# Melangyna quadrimaculata
Melangyna quadrimaculata là một loài ruồi trong họ Ruồi giả ong (Syrphidae). Loài này được Verrall mô tả khoa học đầu tiên năm 1873. Melangyna quadrimaculata phân bố ở vùng Cổ Bắc giới (Đan Mạch)